# نادي سبورتينغ سلا
سبورتينغ سلا كان ناديا رياضيا مغربيا من مدينة سلا .
كان النادي يُمارس في الدوري المغربي وكان يُعتبر النادي الثاني في المدينة من القاعدة الجماهيرية بعد جاره وغريمه التقليدي نادي الجمعية السلاوية. تأسس تحت اسم نادي القرض الفلاحي  نسبة للشركة التي كانت تموله بالكامل وغير اسمه بعد ذلك إلى نادي سبورتينغ سلا. اختار النادي الأصفر والأخضر ألوانا رسمية لأقمصته كما أنه كان يقتسم نفس الملعب مع جاره. اندمج سنة 2002 مع غريمه التقليدي في المدينة نادي الجمعية السلاوية لتكوين فريق واحد قوي في المدينة ينافس أكبر الفرق في المغرب، خصوصا أندية مدينة الرباط التي لا يفصلها عن مدينة سلا نهر أبو رقراق فقط. ارتأى المسؤولون آنذاك دمج الناديين مع الاحتفاظ باسم وشعار وألوان نادي الجمعية السلاوية نظرا لعراقة نادي الجمعية الذي أنشئ في عشرينيات القرن الماضي لأن تغيير الاسم كان سيحتم على مسؤولي النادي إعادة التسجيل في لوائح الجامعة المغربية لكرة القدم وبالتالي إقبار التاريخ الكامل للجمعية وإضافته إلى اللائحة الطويلة للأندية المنقرضة في المغرب. بهذا القرار من المسؤولين تم إقبار نادي سبورتينغ ومسحه من سجل لوائح أندية الكرة بالمغرب.
الحديث عن الرياضة بمدينة سلا يقود بالضرورة لاستذكار لحظات كان فيها ملعب المسيرة يلقب من طرف السلاويين بحفرة الجحيم، حيث وعلى أرضيته سقطت كبريات الأندية المغربية. لحظات جميلة كانت من صنع لاعبين ومسيرين كبار. لكن ومع انبلاج نور نهاية الثمانينيات وبداية التسعينيات انطفأ وميض الجمعية السلاوية ليحل محلها فريق آخر هو سبورتينغ سلا الذي وإن عانى من غياب قاعدة جماهرية في المستوى المطلوب فإنه ظل يبسط احترامه ويفرضه على أكبر الأندية المغربية وذلك في فترة علا فيها كعب أندية المؤسسات والشركات كجمعية الحليب، التبغ الرياضي والقرض الفلاحي الذي خرج سبورتينغ من رحمه والذي اندمج بدوره في جسم الجمعية السلاوية واضعا كل طاقاته وخبرته وتجربته رهن إشارتها وذلك لإحداث الإقلاع المنشود لمدينة سلا وكان الرهان هو محاكاة تجربة اندماج جمعية الحليب والرجاء البيضاوي والذي أفضى إلى تكوين فريق قوي أتى في فترة ما على الأخضر واليابس.